# لیندسی هانتر
لیندسی هانتر (انگلیسی: Lindsey Hunter؛ زادهٔ ۳ دسامبر ۱۹۷۰) بازیکن بسکتبال اهل ایالات متحده آمریکا است.
از باشگاه‌هایی که در آن بازی کرده‌است می‌توان به شیکاگو بولز، میلواکی باکس، فینیکس سانز، دیترویت پیستونز، لس آنجلس لیکرز، و تورنتو رپترز اشاره کرد.